# Béatrice von Siebenthal
Béatrice von Siebenthal (* 6. Juli 1964 in Rümlingen BL) ist eine ehemalige Schweizer Fussballspielerin und Trainerin des Schweizer Fussball-Nationalteams der Frauen.

## Karriere

### Fussballerin
Béatrice von Siebenthal war schon als kleines Kind fussballbegeistert. 1979 schloss sie sich als 15-Jährige dem Ballsportclub-Olympia Basel (seit 2002 BCO Alemannia Basel) an, da es damals in der Nähe kein Angebot für Fussballspielerinnen gab. Nur vier Jahre später war sie dann massgeblich an der Gründung des Sportvereins Sissach beteiligt. 1985 nahm die ausgebildete Lehrerin das Sport-Studium in Bern auf und wechselte zum Damenfussballclub Bern (ab 2009 BSC YB Frauen). Mit den Bernerinnen wurde die Verteidigerin in der höchsten Spielklasse bis 1993 zwei Mal Schweizer Meisterin und holte einen Cup-Sieg. In dieser Zeit hatte sie auch fünf Einsätze für das Schweizer Fussballnationalteam.

### Trainerin
Nach ihrer Aktivkarriere wurde von Siebenthal Trainerin bei Rot-Schwarz Thun (1993 bis 1996). 1995 übernahm sie auf Anfrage von Hansruedi Hasler, damals Technischer Direktor des Schweizerischen Fussballverbands SFV, und Margrit Näf, Frauenfussball-Verantwortliche beim SFV, das Schweizer U21-Nationalteam und ab 1997 das U19-Nationalteam.
Von Siebenthal war die erste Schweizer Trainerin mit einer UEFA-Pro-Lizenz (2004), mit der europäische Frauen- und Männerteams in den höchsten Ligen trainiert werden dürfen. Sie war von 2005 bis 2011 Trainerin des Frauen-Nationalteams.

### Funktionärin
2001 übernahm sie beim Schweizerischen Fussballverband SFV die erstmals bezahlte 50-%-Stelle als Verantwortliche für Frauenfussball. Von 2004 bis 2012 war sie Leiterin und Trainerin im nationalen SFV-Ausbildungszentrum für Mädchen in Huttwil. Es war das erste dieser Art in Europa und eine eigentliche Erfolgsgeschichte. So hatten 2011 nicht weniger als acht «Nati»-Spielerinnen, darunter Ramona Bachmann, einst den Lehrgang in Huttwil absolviert.